# (142) Polana
(142) Polana ist ein Asteroid des inneren Hauptgürtels, der am 28. Januar 1875 vom österreichischen Astronomen Johann Palisa an der Marine-Sternwarte Pola in Istrien entdeckt wurde.
Der Asteroid wurde benannt nach dem Entdeckungsort Pola, der an der nördlichen Adria liegt. Während Palisas Zeiten im Besitz von Österreich, gehörte Pola später zunächst zu Italien, dann zu Jugoslawien und heute zu Kroatien. Seit 1850 war Pola der wichtigste Kriegshafen Österreichs. Die Marine-Sternwarte Pola war eine Abteilung des österreichischen Hydrographischen Dienstes, Palisa war Leiter dieser Abteilung.

## Wissenschaftliche Auswertung
Aus Ergebnissen der IRAS Minor Planet Survey (IMPS) wurden 1992 Angaben zu Durchmesser und Albedo für zahlreiche Asteroiden abgeleitet, darunter auch (142) Polana, für die damals Werte von 55,3 km bzw. 0,05 erhalten wurden. Eine Auswertung von Beobachtungen durch das Projekt NEOWISE im nahen Infrarot führte 2011 zu vorläufigen Werten für den Durchmesser und die Albedo im sichtbaren Bereich von 56,6 km bzw. 0,04. Nachdem die Werte nach neuen Messungen mit NEOWISE 2012 auf 53,8 km bzw. 0,04 korrigiert worden waren, wurden sie 2014 auf 54,8 km bzw. 0,05 geändert. Nach der Reaktivierung von NEOWISE im Jahr 2013 und Registrierung neuer Daten wurden die Werte 2015 mit 44,2 km bzw. 0,05 angegeben, diese Angaben beinhalten aber hohe Unsicherheiten.
Nachdem für (142) Polana bereits 1992 nach Beobachtungen am La-Silla-Observatorium eine Rotationsperiode von 9,770 h veröffentlicht worden war, erfolgten am gleichen Ort weitere photometrische Beobachtungen auch vom 25. Februar bis 5. März 1992. Aus der gemessenen Lichtkurve wurde nun eine Rotationsperiode von 9,764 h abgeleitet. Neue Messungen wurden vom 22. Januar bis 23. Februar 2018 am Organ Mesa Observatory in New Mexico durchgeführt. Die abgeleitete Rotationsperiode von 9,762 h war in guter Übereinstimmung mit den früheren Bestimmungen. Beobachtungen vom 8. bis 25. März 2022 im Rahmen einer Zusammenarbeit innerhalb der Italian Amateur Astronomers Union (UAI) an sechs verschiedenen Observatorien in Italien führte zu einer weiteren Bestimmung der Rotationsperiode von 9,765 h.

## Polana-Familie
(142) Polana ist Mitglied einer der komplexesten Gruppierungen im Asteroidengürtel, die als Nysa-Polana-Komplex bezeichnet wird und deren genaue Erforschung derzeit noch nicht abgeschlossen ist. Diese Asteroiden besitzen ähnliche Bahneigenschaften, wie eine Große Halbachse von 2,28–2,48 AE, eine Exzentrizität von 0,14–0,21 und eine Bahnneigung von 1,9°–3,3°. Taxonomisch handelt es sich hauptsächlich um Asteroiden der Spektralklassen S, L und C, die mittlere Albedo liegt bei 0,19. Dem Nysa-Polana-Komplex wurden im Jahr 2019 fast 20.000 Mitglieder zugerechnet. Im Wesentlichen besteht er aus zwei sich gegenseitig überlappenden Familien, wahrscheinlich gehören aber noch weitere Untergruppierungen dazu. Eine der Familien, die aus dunklen Asteroiden mit geringer Albedo zusammengesetzt ist, die hauptsächlich der Spektralklasse B und C angehören, wird heute nach ihrem größten Mitglied als Polana-Familie bezeichnet.

## Trivia
Der Name des Asteroiden wurde 1945 verwendet für die Taufe des US-amerikanischen Angriffsfrachtschiffs (Attack Cargo Ship) der Artemis-Klasse USS Polana (AKA-35).